# Kwale (Schiff)
Kwale und Likoni (IMO-Nr. 9522386) sind zwei in Deutschland gebaute Fähren der Kenya Ferry Services. Sie verbinden in Kenia im Mombasa District die auf einer Insel gelegene Stadt Mombasa mit dem Festland.

## Allgemeine Daten
Die baugleichen Fähren wurden in den Jahren 2008 und 2009 auf der Schiffs- und Yachtwerft Dresden in Laubegast zum Preis von jeweils 5,9 Millionen Euro gebaut. Die Kiellegung beider Schiffe war am 22. August 2008, der Stapellauf und die Taufe fanden am 11. November 2009 statt. Benannt sind die Fähren nach Kwale, einer Kleinstadt 30 Kilometer südwestlich von Mombasa, sowie Likoni, einer Division im Mombasa District. Die Schiffe verließen die Werft in Dresden am 25. Februar 2010. Sie wurden Anfang Mai im Hamburger Hafen auf die Beluga Singapore verladen und trafen Anfang Juni 2010 in Mombasa ein.

## Technische Daten
Kwale und Likoni sind freifahrende Doppelendfähren mit Rampen an beiden Enden. Das Ruderhaus befindet sich an der Seite oberhalb der Fahrbahn. Die Fähren haben eine Gesamtlänge von 75,0 Metern, eine Breite von 16,28 Metern und beladen einen Tiefgang von 1,9 Metern. Die Seitenhöhe beträgt 3 Meter. Jede Fähre kann bis zu 60 Personenkraftwagen oder 1550 Personen befördern. Angetrieben werden sie von zwei Caterpillar-Dieselmotoren, die mit einer Leistung von jeweils 287 Kilowatt über eine Welle einen Schottel-Ruderpropeller antreiben.

## Fährverbindung

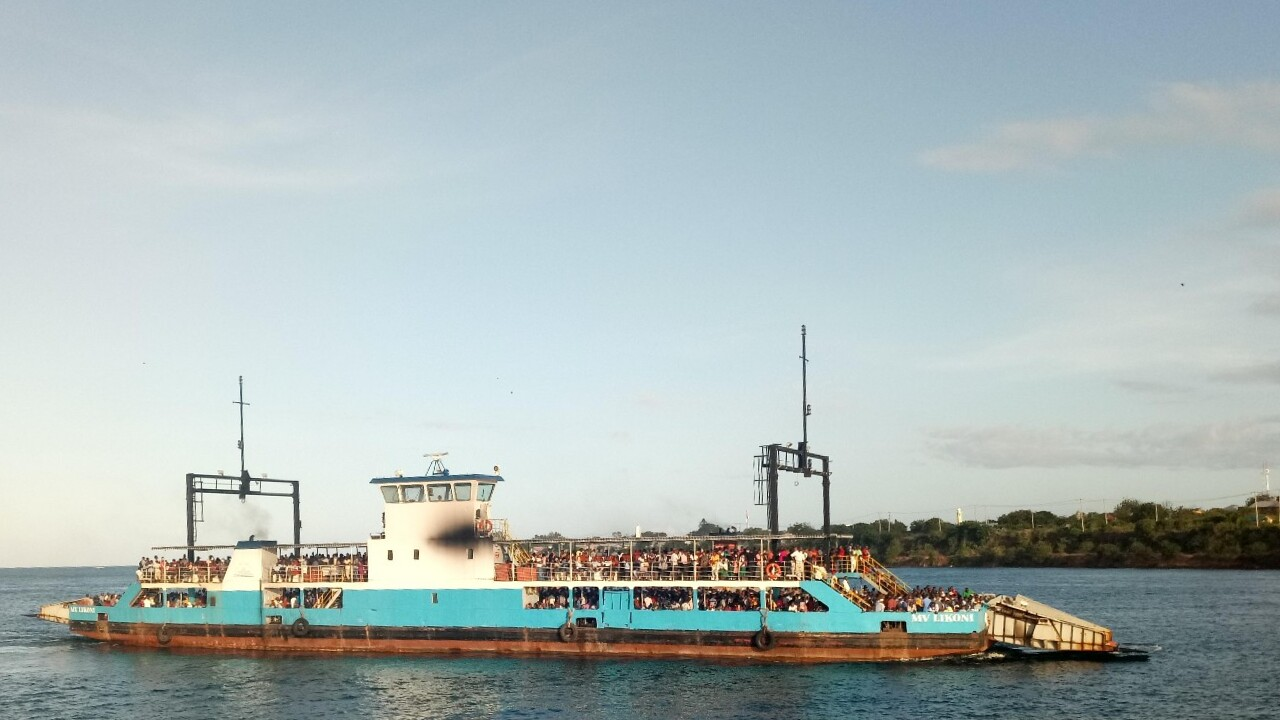
Likoni in Mombasa

Die staatliche Kenya Ferry Services betreibt mit fünf Schiffen zwei Fährlinien in Mombasa. Vier Fähren verkehren auf dem Likoni-Kanal zwischen Mombasa Island und Likoni, eine verbindet zu den Spitzenzeiten am Morgen und Abend Mombasa Island mit Mtongwe. Täglich werden im Durchschnitt 170.000 Fahrgäste und 3.000 Fahrzeuge transportiert. Kwale und Likoni sollen die zwei ältesten, 41 und 36 Jahre alten Fähren ersetzen.